# Іванов Олександр Андрійович
Олександр Андрійович Іванов (рос. Александр Андреевич Иванов; 16 (28) липня 1806, Санкт-Петербург — 3 (15) липня 1858, там само) — російський художник, академік; в творчості переважають біблійні та антично-мітологічні сюжети, представник академізму, автор полотна «Явлення Христа народу».

## Біографія
Олександр Іванов народився в сім'ї художника, професора живопису Андрія Івановича Іванова (1775—1848), який в тому ж році був затверджений ад'юнкт-професором історичного класу Імператорської Академії мистецтв. В одинадцять років вступив «стороннім» учнем в Імператорську Академію мистецтв. Навчався в академії за підтримки Товариства заохочення художників, навчався під керівництвом свого батька. Отримавши за успіхи у рисуванні дві срібні медалі, був нагороджений в 1824 році малою золотою медаллю за написану за програмою картину «Пріам просить у Ахіллеса тіло Гектора». У 1827 році отримав велику золоту медаль і звання художника XIV класу за картину «Йосип тлумачить сни ув'язненим з ним в темниці чашникові та хлібодарові».
Товариство, що підтримувало Іванова, вирішило послати його на свій рахунок за кордон, для подальшого удосконалення, але попередньо зажадало, щоб він написав ще одну картину на тему «Беллерофонт вирушає в похід проти Химери». Виконавши цю вимогу, Іванов в 1830 році відправився в Європу, і через Німеччину, з зупинкою на деякий час в Дрездені, прибув в Рим.
В Італії перші роботи Іванова були копіюванням «Створення людини» Мікеланджело в Сікстинській капелі. Також були написанні ескізи на різні біблійні сюжети. Наполегливо вивчаючи Святе Письмо, особливо Новий Заповіт, Іванов все більш захоплювався думкою зобразити на великому полотні перше явище Месії народу, але перш ніж приступити до цієї важкої задачі, хотів випробувати свої сили над менш масштабним твором. З цією метою він в 1834—1835 роках написав «Явище воскреслого Христа Марії Магдалині».
Картина мала великий успіх як в Римі, так і в Санкт-Петербурзі, де в 1836 році художник отримав за неї звання академіка.
Підбадьорений успіхом, Іванов взявся за «Явлення Христа народу». Робота затягнулася на двадцять років (1836—1857), і тільки в 1858 році Іванов зважився відправити картину в Санкт-Петербург і з'явитися туди разом з нею. Виставка самої картини і всіх відповідних до неї ескізів і етюдів була організована в одному із залів Академії Мистецтв і справила сильне враження на громадськість[джерело?].
Іванов помер від холери. Був похований в Санкт-Петербурзі на Новодівичому цвинтарі. У 1936 році був перепохований з перенесенням пам'ятника на Тихвинському цвинтарі Олександро-Невської лаври.
Серед його учнів був, зокрема, український живописець, художник-мозаїст Іван Шаповаленко.

## Галерея
- «Явлення Христа народу» (1837-1857)
- «Явлення воскреслого Христа Марії Магдалині» (1835)
- «Пріам просить у Ахіллеса тіло Гектора» (1824)
- «Йосип тлумачить сни ув'язненим з ним в темниці чашникові і хлібодарові» (1826)
- «Аполлон, Гіацинт і Кипарис, що займаються музикою і співом» (1831-1834)
- «Беллерофонт вирушає в похід проти Химери» (1829)
- «Брати Йосипа знаходять чашу в мішку Веніаміна» (1831-1833)
- «Христос і Никодим» (1850-ті рр.)
- «Христос в Гефсиманському саду. Явище Ангела». (1850)
- «Аппієва дорога при заході сонця» (1845)
- Портрет Вітторії Кальдоньйо (1834)
- Портрет Миколи Гоголя (1841)

## Пам'ять
- Пам'ятна срібна монета Росії
- Поштова марка СРСР, 1956 рік
- Поштова марка СРСР, 1973 рік: картина «Нижня галерея в Альбано»